# تشاد فاوست
تشاد فاوست هو مغني وكاتب سيناريو ومخرج وممثل كندي، ولد في 14 يوليو 1980 في كندا.

## أعمال

### مسلسلات
- ذا 4400
- كولد كيس
- هاوس

## وصلات خارجية
- تشاد فاوست على موقع IMDb (الإنجليزية)
- تشاد فاوست على موقع ألو سيني (الفرنسية)
- تشاد فاوست على موقع أول موفي (الإنجليزية)
- تشاد فاوست على موقع قاعدة بيانات الأفلام السويدية (السويدية)
- تشاد فاوست على موقع إن إن دي بي (الإنجليزية)
- تشاد فاوست على موقع قاعدة بيانات الفيلم (الإنجليزية)
- تشاد فاوست على موقع كينوبويسك (الروسية)